# تأثیر قلیان بر سلامت

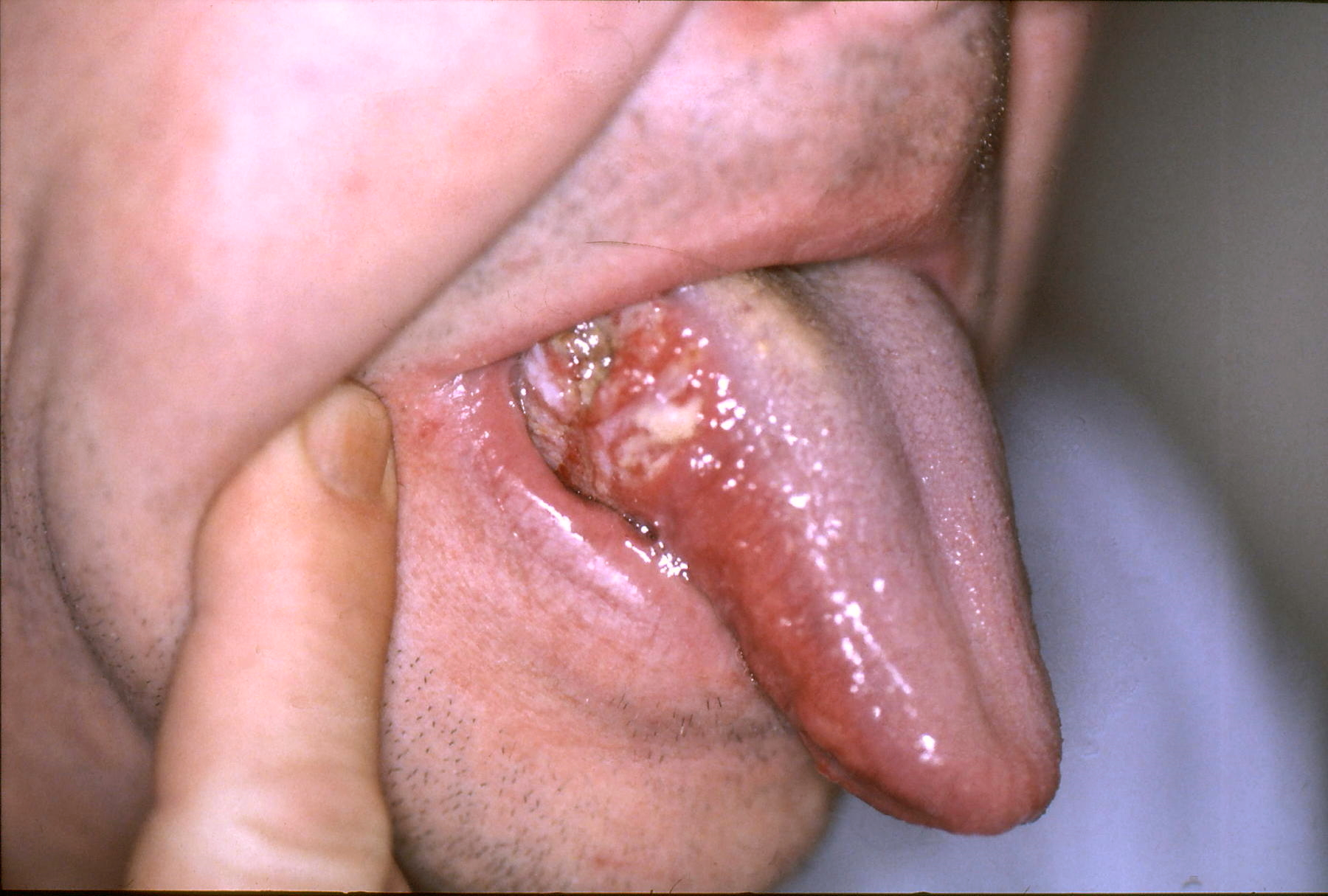
سرطان دهان از عوارض مصرف دخانیات

در سال ۲۰۰۷ انجمن ریه آمریکا مصرف تنباکو به وسیله قلیان را به عنوان ماده ای نوظهور که ممکن است به مرگ منجر شود به جهان معرفی کرد. و امروزه مصرف دخانیات یکی از عمده‌ترین دلایل مرگ و میر قابل پیشگیری در سراسر دنیاست. صنعت دخانیات و تأثیرات مرگ‌بار محصولات آن سالانه بیش از ۱ تریلیون دلار به اقتصادهای جهان بابت هزینه‌های مراقبت‌های بهداشتی و از دست دادن بهره‌وری زیان می‌رساند. تخمین زده شده است در سال۲۰۲۰ بالغ بر ۷ میلیون مرگ در سراسر جهان ناشی از مصرف دخانیات می‌باشد و حتی برخی دانشمندان این آمار را نزدیک به ۸٫۴ میلیون نفر اعلام کرده‌اند.
بر اساس گزارش سال ۲۰۰۵ سازمان جهانی بهداشت، استعمال دود با استفاده از دستگاه‌های برپایه آب یکی از مخاطرات جدی بوده و هرگز جایگزین مناسبی برای سیگار نیست.
به‌طور میانگین هربار استعمال قلیان بیش از ۴۰ دقیقه به طول می‌انجامد که شامل ۵۰ الی ۲۰۰ پک است که هرکدام بالغ بر ۰٫۱۵ الی ۰٫۵۰ لیتر دود می‌باشد. در هر بار استفاده یک ساعته از قلیان، فرد استعمال کننده به میزان ۱۰۰ الی ۲۰۰ برابر حجم دود یک نخ سیگار، دود را وارد ریه‌های خود می‌کند.
ترکیبات شیمیایی دود سیگار و قلیان با یکدیگر متفاوت است. نحوه عملکرد قلیان به گونه‌ای است که برخلاف سیگار که در آن توتون و تنباکو به صورت مستقیم می‌سوزد، زغال چوب موجب می‌شود که مخلوط توتون و تنباکو در قلیان در دمای پائین‌تری حرارت داده شود. درنتیجه تأثیرات دود قلیان بر سلامت افراد بسیار متفاوت است.

## فواید مصرف قلیان
طبق ادعای حسین روازاده، در گذشته بر سر قلیان به جای تنباکو، شنگرف می‌گذاشتند و با استنشاق آن بیماری سیفلیس را درمان قطعی می‌نمودند. بهترین نوع ورزش ریوی استفاده از قلیان به شیوهٔ بومی بوده‌است تا با چنین وسیلهٔ ساده‌ای آتش گرم همراه با دود داروها از داخل آب عبور کند و بدون اینکه قطرهٔ آب وارد دهان گردد، دود تغییر مزاج یافته، از گرمی و خشکی آن کاسته شود و بر عکس به سردی و تری آن افزوده گردد. این عاملی بود در پیش‌گیری از صدمه زدن به ریه‌ها.
اگر مزاج فرد سرد و تر بود یا به زبانی گویاتر ریه دچار سردی و تری شدید بود چون گرمی و خشکی برایشان مضر نبوده‌است؛ لذا می‌توانستند از چپق دارویی با لولهٔ بلند چوبی استفاده کنند، تا اینکه اوج گرما را در طول مسیر چپق و قلیان متعادل کنند.

## عوارض مصرف قلیان
اگرچه برخی تصور می‌کنند عوارض مصرف قلیان از سیگار کمتر است اما در واقع عوارض قلیان همچون عوارض سیگار است
- یکی از نتایج به اشتراک گذاری شلنگ قلیان، انتقال عفونت‌های جدی از جمله سل و هپاتیت است.[۱۷][۱۸]
- افرادی که از دود قلیان استعمال می‌کنند بیشتر در معرض مونوکسید کربن و مواد سرطان‌زا قرار دارند.[۱۹][۲۰][۲۱][۲۲]
- مصرف کنندگان قلیان در مقایسه با غیرمصرف کنندگان میزان بیشتری از کربوکسی هموگلوبین را در خون خود نشان داده اند.[۲۳]
- مصرف قلیان بر روی ریه‌ها[۲۴] و قلب تأثیرات مضری دارد.[۲۵]
- سرطان ریه،[۲۶][۲۷][۲۸] سرطان مری،[۲۹][۳۰] بیماری مزمن انسدادی ریه،[۳۱][۳۲]آمفیزم،[۳۳] افزایش حملات آسم[۳۴] و ذات الریه،[۳۵] سرطان دهان،[۳۶] سرطان مثانه،[۳۷][۳۸] سرطان معده،[۳۹][۴۰] مرگ و میر زودرس، خودکشی، افزایش نرخ آسم، آرتروز و دیابت از جمله خطرات مربوط به کشیدن قلیان هستند.[۴۱]
- تحقیقات نشان داده‌است که پس از استفاده از دود قلیان، مونوکسید کربن، نیکوتین پلاسما و ضربان قلب به شدت بالا می‌رود.[۴۲][۴۳]
- در سیستم گوارشی و در بیمارانی که مبتلا به سوء هاضمه هستند می‌توان گفت که مصرف دخانیات، به صورت استنشاقی یا طرق دیگر، در ایجاد زخم‌های گوارشی، تشدید برگشت اسید معده به مری و ایجاد سرطان‌های گوارش مؤثر است.[۴۴]

زغال قلیان حاوی فلزات سنگین بوده و غلظت سرب موجود در آن تأثیرات منفی بر سلامت انسان دارد. مقدار نیتروژن موجود در زغال قلیان برابر با سیگار است.معمولاً از زغال به عنوان منبع گرمایش برای دود قلیان استفاده می‌شود. به نظر می‌رسد خاکستر زغال نیز از عوامل مسمویت‌زا می‌باشد.
برطبق تجزیه و تحلیل صورت گرفته بر روی زغال قلیان با استفاده از میکروسکوپ الکترونی روبشی با پراکندگی انرژی اشعه ایکس و طیف‌سنجی و آنالیز عنصری نشان داد که زغال خام حاوی فلزات سنگین مانند روی، آهن، کادمیوم، وانادیم، آلومینیوم، سرب، کروم، منگنز و کبالت در غلظت مشابه‌ای از سیگار است.
همچنین با استفاده از روش دفع حرارتی-کروماتوگرافی گاز-اسکتومتری جرمی و تجزیه و تحلیل‌های صورت گرفته دود حاصل از سوختن زغال قلیان مشخص شد که این دود می‌تواند برای سلامتی خطرناک باشد و در مجموع ۷ ماده سرطان‌زا، ۳۹ عامل افسرده کننده سیستم عصب مرکزی و ۳۱ عامل بیماری‌های تنفسی شناسایی شد.
دود قلیان همانند سیگار حاوی موادی مانند نیکوتین، قیر، مونوکسید کربن و گازهای مضری همچون آلدئیدهای فرار، ذرات بسیار ریز، و هیدروکربن‌های آروماتیک چندحلقه‌ای می‌باشد. و در واقع با یک جلسه استعمال قلیان حجم بسیار بیشتری از نیکوتین و مونوکسید کربن در مقایسه با سیگار و ۲۰ برابر بیشتر از سیگار هیدروکربن‌های آروماتیک چندحلقه‌ای وارد بدن می‌شود.
۹۰٪ از مونوکسید کربن و ۹۵٪ از هیدروکربن‌های چند حلقه ای در اثر احتراق زغال قلیان ایجاد می‌شوند. که این نشان می‌دهد زغال قلیان حاوی مقادیر زیادی هیدروکربن‌های چند حلقه ای سرطان زا حتی پیش از روشن شدن است.زغال قلیان قالبی تجاری مورد استفاده در قلیان عمدتاً از مواد خام و با استفاده از فرآیندهای شیمیایی مختلفی تهیه شده‌است. از این رو این زغال‌ها ترکیبات شیمیایی متنوعی دارند.
ترکیبات آلی فرار و هیدروکربن‌های آروماتیک چند حلقه‌ای موجود در دود قلیان منجر به التهاب دستگاه تنفسی، سردرد، تهوع، آسیب به کلیه و کبد و افسردگی سیستم عصب مرکزی خواهند شد.
سطح بالای منوکسید کربن ناشی از احتراق زغال، اختلال در تحویل اکسیژن به سلول‌ها و عوارض عصبی را در پی خواهد داشت.
کشیدن قلیان اثرات مخربی بر عملکرد قلبی عروقی، ضربان قلب، فشار خون و سیستم تنفسی دارد. دود قلیان در توسعه سرطان نیز نقش دارد.
میزان ابتلا به استرس و غم‌واندوه در مصرف‌کنندگان قلیان بیش از کسانی است که از قلیان استفاده نمی‌کنند.

### قدرت باروری مردان
دود قلیان به دلیل داشتن فلزات سنگینی همچون آرسنیک، کروم، سرب و کبالت، موجب کاهش تولید اسپرم شده و به دلیل شکستن کروموزم‌های اسپرم‌ها بر عملکرد جنسی مردان اثرات مخرب و سوئی دارد. همچنین دود سیگار و تنباکو سبب بروز نشت وریدی در دستگاه تناسلی مردان و اختلال جنسی می‌شود.

### دوران بارداری و پس از زایمان
مصرف دخانیات در دوره حاملگی یک نگرانی عمده در بهداشت عمومی است و برعکس سیگار کشیدن که با انگ اجتماعی به ویژه در بارداری همراه است، نگرش نسبت به مصرف قلیان در طی بارداری تا حد زیادی ناشناخته باقی مانده‌است.
مصرف قلیان در دوره بارداری علاوه بر مخاطرات شبیه آنچه در مردان دیده می‌شود، زمینه بروز سرطان‌های سرویکس، یائسگی زودرس اختلال در جذب کلسیم و ساخت استخوان، و پوکی استخوان را هم در زنان فراهم می‌کند و بر سیستم باروری از طریق کاهش وزن، تخریب هورمون‌های جنسی،کاهش قدرت باروری، افزایش سقط‌های خودبه خودی، تولدهای زودرس و کاهش وزن هنگام تولد تأثیر منفی می‌گذارد.
مصرف دخانیات یا مواجهه با دود آن در طول دوران بارداری با افزایش بیماری و مرگ و میر نوزاد همراه است و می‌تواند موجب محدودیت رشد داخل رحمی، افزایش برخی ناهنجاری‌های کروموزمی و آپوپتوز جفتی شود.
کودکان در مقابل تأثیرات مضر قلیان آسیب‌پذیر هستند و اگر در محلی باشند که در آن قلیان کشیده می‌شود، احتمال ایجاد عفونت‌های ریوی، آسم و سندروم مرگ ناگهانی نوزاد در آن‌ها افزایش می‌یابد.

## تصورات نادرست استفاده از قلیان
- این تصور، تصوری کاملاً غلط است که اگر دود قلیان وارد ریه نشود و فقط از راه دهان خارج شود، آسیبی به ریه‌ها نمی‌رساند، چون دود از طریق مخاط دهان و حنجره جذب بدن گشته و آثار سوء خود را می‌گذارد.[۹۲]همچنین فویل آلومینیومی که در قلیان استفاده می‌شود با زغال در حال سوختن واکنش داده و مواد سرطان‌زا تولید می‌کند که موجب سرطان می‌شود.[۹۳] و دود قلیان چون از آب سرد رد می‌شود و مرطوب است مدت زمان بیشتری در ریه‌ها می‌ماند.[۹۴] همچنین مطالعات نشان داده‌است که ۹۵ درصد نیکوتین پس از گذشتن دود قلیان از آب می‌گذرد.[۹۵]
- تصور نادرست دیگر این است که تعویض دهانی قلیان سبب می‌شود از سرایت بیماری‌ها پیشگیری شود.[۹۶] در حالی که شیلنگ و بطری قلیان در حدود ۸۵ درصد موارد حاوی باکتری‌های متعددی هستند، لذا با تعویض دهانی قلیان نمی‌توان عدم انتقال برخی بیماری‌های مسری از جمله سل را منتفی دانست.[۹۷]

## یادکرد
1. ↑  مجاهد و  نویدیان، «مصاحبه انگیزشی و ترک قلیان»، ۸۵.
2. ↑  Moreno, “Risks of Hookah Smoking”.
3. ↑  یوسفی نژاد، منصوری و  رمضانی، «میزان فلزات سنگین در تنباکو و آب قلیان».
4. ↑  D. Mathers and  Loncar, “Projections of Global Mortality and Burden of Disease”.
5. ↑  مجاهد و  نویدیان، «مصاحبه انگیزشی و ترک قلیان»، ۸۴.
6. ↑  D. Mathers and  Loncar, “Projections of Global Mortality and Burden of Disease”.
7. ↑  «WHO Study Group on Tobacco Product Regulation».
8. ↑  Shihadeh، Azar و  Antonios، «Topographical model of narghile water-pipe».
9. ↑  D. Linde و  O.Ebbert، «hookah use in US Air Force military».
10. ↑  Chaouachi و  Sajid، «A critique of recent hypotheses on cancer».
11. ↑  Ben Saad، «The narghile and its effects on health.».
12. ↑  روازاده، «قلیان وسیله درمانی برای گرم مزاجان».
13. ↑  روازاده، «قلیان وسیله درمانی برای گرم مزاجان».
14. ↑  «Smoking & Tobacco Use:Hookahs».
15. ↑  عطاری، «عوارض مصرف قلیان»، ۴.
16. ↑  Elsayed، Dalibalta  و  Abu-Farha، «Chemical analysis of hookah charcoal».
17. ↑  Moreno, “Risks of Hookah Smoking”.
18. ↑  عطاری، «عوارض مصرف قلیان»، ۴.
19. ↑  Moreno, “Risks of Hookah Smoking”.
20. ↑  عطاری، «عوارض مصرف قلیان»، ۴.
21. ↑  Al Rashidi، Shihadeh  و  Saliba، «Volatile aldehydes in narghile waterpipe».
22. ↑  Grinberg، «Subjective well-being and hookah use».
23. ↑  یوسفی نژاد، منصوری و  رمضانی، «میزان فلزات سنگین در تنباکو و آب قلیان»، ۳.
24. ↑  Al Rashidi، Shihadeh  و  Saliba، «Volatile aldehydes in narghile waterpipe».
25. ↑  عطاری، «عوارض مصرف قلیان»، ۴.
26. ↑  Al Rashidi، Shihadeh  و  Saliba، «Volatile aldehydes in narghile waterpipe».
27. ↑  Grinberg، «Subjective well-being and hookah use».
28. ↑  عطاری، «عوارض مصرف قلیان»، ۴.
29. ↑  عطاری، «عوارض مصرف قلیان»، ۴.
30. ↑  Grinberg، «Subjective well-being and hookah use».
31. ↑  Al Rashidi، Shihadeh  و  Saliba، «Volatile aldehydes in narghile waterpipe».
32. ↑  عطاری، «عوارض مصرف قلیان»، ۴.
33. ↑  عطاری، «عوارض مصرف قلیان»، ۴.
34. ↑  عطاری، «عوارض مصرف قلیان»، ۴.
35. ↑  عطاری، «عوارض مصرف قلیان»، ۴.
36. ↑  عطاری، «عوارض مصرف قلیان»، ۳.
37. ↑  Grinberg، «Subjective well-being and hookah use».
38. ↑  عطاری، «عوارض مصرف قلیان»، ۴.
39. ↑  Grinberg، «Subjective well-being and hookah use».
40. ↑  عطاری، «عوارض مصرف قلیان»، ۴.
41. ↑  عطاری، «عوارض مصرف قلیان»، ۴.
42. ↑  عطاری، «عوارض مصرف قلیان»، ۴.
43. ↑  Peyton، H. Abu Raddaha و  Dempsey، «Advertisement Nicotine, Carbon Monoxide».
44. ↑  عطاری، «عوارض مصرف قلیان»، ۵.
45. ↑  Elsayed، Dalibalta  و  Abu-Farha، «Chemical analysis of hookah charcoal».
46. ↑  Elsayed، Dalibalta  و  Abu-Farha، «Chemical analysis of hookah charcoal».
47. ↑  Elsayed، Dalibalta  و  Abu-Farha، «Chemical analysis of hookah charcoal».
48. ↑  Elsayed، Dalibalta  و  Abu-Farha، «Chemical analysis of hookah charcoal».
49. ↑  Elsayed، Dalibalta  و  Abu-Farha، «Chemical analysis of hookah charcoal».
50. ↑  Elsayed، Dalibalta  و  Abu-Farha، «Chemical analysis of hookah charcoal».
51. ↑  Elsayed، Dalibalta  و  Abu-Farha، «Chemical analysis of hookah charcoal».
52. ↑  Elsayed، Dalibalta  و  Abu-Farha، «Chemical analysis of hookah charcoal».
53. ↑  Elsayed، Dalibalta  و  Abu-Farha، «Chemical analysis of hookah charcoal».
54. ↑  Al Rashidi، Shihadeh  و  Saliba، «Volatile aldehydes in narghile waterpipe».
55. ↑  Elsayed، Dalibalta  و  Abu-Farha، «Chemical analysis of hookah charcoal».
56. ↑  Elsayed، Dalibalta  و  Abu-Farha، «Chemical analysis of hookah charcoal».
57. ↑  Elsayed، Dalibalta  و  Abu-Farha، «Chemical analysis of hookah charcoal».
58. ↑  Elsayed، Dalibalta  و  Abu-Farha، «Chemical analysis of hookah charcoal».
59. ↑  Al Rashidi، Shihadeh  و  Saliba، «Volatile aldehydes in narghile waterpipe».
60. ↑  Elsayed، Dalibalta  و  Abu-Farha، «Chemical analysis of hookah charcoal».
61. ↑  Elsayed، Dalibalta  و  Abu-Farha، «Chemical analysis of hookah charcoal».
62. ↑  Elsayed، Dalibalta  و  Abu-Farha، «Chemical analysis of hookah charcoal».
63. ↑  Grinberg، «Subjective well-being and hookah use».
64. ↑  Elsayed، Dalibalta  و  Abu-Farha، «Chemical analysis of hookah charcoal».
65. ↑  Al Rashidi، Shihadeh  و  Saliba، «Volatile aldehydes in narghile waterpipe».
66. ↑  Grinberg، «Subjective well-being and hookah use».
67. ↑  Grinberg، «Subjective well-being and hookah use».
68. ↑  عطاری، «عوارض مصرف قلیان»، ۴.
69. ↑  عطاری، «عوارض مصرف قلیان»، ۴.
70. ↑  عطاری، «عوارض مصرف قلیان»، ۳.
71. ↑  مجاهد و  نویدیان، «مصاحبه انگیزشی و ترک قلیان»، ۸۵.
72. ↑  مجاهد و  نویدیان، «مصاحبه انگیزشی و ترک قلیان»، ۸۵.
73. ↑  مجاهد و  نویدیان، «مصاحبه انگیزشی و ترک قلیان»، ۸۵.
74. ↑  مجاهد و  نویدیان، «مصاحبه انگیزشی و ترک قلیان»، ۸۵.
75. ↑  مجاهد و  نویدیان، «مصاحبه انگیزشی و ترک قلیان»، ۸۵.
76. ↑  عطاری، «عوارض مصرف قلیان»، ۵.
77. ↑  عطاری، «عوارض مصرف قلیان»، ۴.
78. ↑  مجاهد و  نویدیان، «مصاحبه انگیزشی و ترک قلیان»، ۸۵.
79. ↑  عطاری، «عوارض مصرف قلیان»، ۵.
80. ↑  عطاری، «عوارض مصرف قلیان»، ۵.
81. ↑  عطاری، «عوارض مصرف قلیان»، ۵.
82. ↑  مجاهد و  نویدیان، «مصاحبه انگیزشی و ترک قلیان»، ۸۵.
83. ↑  مجاهد و  نویدیان، «مصاحبه انگیزشی و ترک قلیان»، ۸۵.
84. ↑  مجاهد و  نویدیان، «مصاحبه انگیزشی و ترک قلیان»، ۸۵.
85. ↑  عطاری، «عوارض مصرف قلیان»، ۴.
86. ↑  مجاهد و  نویدیان، «مصاحبه انگیزشی و ترک قلیان»، ۸۵.
87. ↑  مجاهد و  نویدیان، «مصاحبه انگیزشی و ترک قلیان»، ۸۵.
88. ↑  مجاهد و  نویدیان، «مصاحبه انگیزشی و ترک قلیان»، ۸۵.
89. ↑  مجاهد و  نویدیان، «مصاحبه انگیزشی و ترک قلیان»، ۸۵.
90. ↑  مجاهد و  نویدیان، «مصاحبه انگیزشی و ترک قلیان»، ۸۵.
91. ↑  عطاری، «عوارض مصرف قلیان»، ۴.
92. ↑  عطاری، «عوارض مصرف قلیان»، ۷.
93. ↑  عطاری، «عوارض مصرف قلیان»، ۴.
94. ↑  عطاری، «عوارض مصرف قلیان»، ۴.
95. ↑  «قلیانسیم در ایران».
96. ↑  «قلیانسیم در ایران».
97. ↑  «قلیانسیم در ایران».

### انگلیسی
- Moreno, Megan A. (2015). "Risks of Hookah Smoking". JAMA Pediatr (به انگلیسی). 169 (2): 196.
- Peyton, Jacob; H. Abu Raddaha, Ahmad; Dempsey, Delia (November 2011). "Advertisement Nicotine, Carbon Monoxide, and Carcinogen Exposure after a Single Use of a Water Pipe" (PDF). aacrjournals (به انگلیسی). doi:10.1158/1055-9965.EPI-11-0545.{{cite journal}}:  نگهداری یادکرد:تاریخ و سال (link)
- D. Linde, Brittany; O.Ebbert, Jon; K.Pasker, Christin (August 2015). "Prevalence and predictors of hookah use in US Air Force military recruits" (PDF). ScienceDirect (به انگلیسی): 5-10. doi:10.1016/j.addbeh.2015.03.012.{{cite journal}}:  نگهداری یادکرد:تاریخ و سال (link)
- "Smoking & Tobacco Use:Hookahs" (به انگلیسی). U.S. Department of Health & Human Services. December 1, 2016 [2016]. Retrieved November 25, 2018. {{cite web}}: Unknown parameter |ماه= ignored (help)نگهداری یادکرد:تاریخ و سال (link)
- "WHO Study Group on Tobacco Product Regulation (TobReg) an advisory note Waterpipe tobacco smoking: dangerous health effects include risk to public safety if used by multiple users, research needs and recommended actions by regulators, 2005" (PDF) (به انگلیسی). Switzerland: WHO. 2005. Retrieved January 14, 2014.
- Shihadeh, Alan; Azar, Sima; Antonios, Charbel (September 2004). "Towards a topographical model of narghile water-pipe café smoking: a pilot study in a high socioeconomic status neighbourhood of Beirut, Lebanon". Pharmacology Biochemistry and Behavior (به انگلیسی). Lebanon: sciencedirect (79): 75–82. doi:10.1016/j.pbb.2004.06.005. {{cite journal}}: |access-date= requires |url= (help); Unknown parameter |ماه= ignored (help)نگهداری یادکرد:تاریخ و سال (link)
- Chaouachi, Kamal; Sajid, Khan Mohammad (May 2010). "A critique of recent hypotheses on oral (and lung) cancer induced by water pipe (hookah, shisha, narghile) tobacco smoking". Medical Hypotheses (به انگلیسی). 74 (5): 843-846. doi:10.1016/j.mehy.2009.11.036. {{cite journal}}: Unknown parameter |ماه= ignored (help)نگهداری یادکرد:تاریخ و سال (link)
- Ben Saad, Helmi (December 2009). "The narghile and its effects on health. Part I: the narghile, general description and properties". Revue de Pneumologie Clinique (به انگلیسی). Tunisie: 369-75. doi:10.1016/j.pneumo.2009.08.010. {{cite journal}}: Unknown parameter |ماه= ignored (help)نگهداری یادکرد:تاریخ و سال (link)
- Elsayed, Yehya; Dalibalta, Sarah; Abu-Farha, Nedal (2016). "Chemical analysis and potential health risks of hookah charcoal". ScienceDirect (به انگلیسی). doi:10.1016/j.scitotenv.2016.06.108. {{cite journal}}: Unknown parameter |ماه= ignored (help)
- Al Rashidi, M; Shihadeh, A; Saliba, N.A (2008). "Volatile aldehydes in the mainstream smoke of the narghile waterpipe". Food and Chemical Toxicology (به انگلیسی). 46 (11): 3546-3549. doi:10.1016/j.fct.2008.09.007. {{cite journal}}: Unknown parameter |ماه= ignored (help)
- Grinberg, Alice (2015). "Subjective well-being and hookah use among adults in the United States: A nationally-representative sample". Drug and Alcohol Dependence (به انگلیسی): 242-249. doi:10.1016/j.drugalcdep.2015.05.020. {{cite journal}}: Unknown parameter |ماه= ignored (help)
- D. Mathers, Colin; Loncar, Dejan (2006). "Projections of Global Mortality and Burden of Disease from 2002 to 2030". PLOS Medicine (به انگلیسی). doi:10.1371/journal.pmed.0030442. {{cite journal}}: Unknown parameter |ماه= ignored (help)

### فارسی
- عطاری، حامد (۳۰ شهریور ۱۳۹۳). «عوارض مصرف قلیان بر سلامت بدن و جامعه و پیشنهاد راهکارهایی جهت دوری نوجوانان و جوانان از مصرف قلیان از طریق پژوهش کاربردی». اولین همایش ملی پرستاری، روان‌شناسی، ارتقای سلامت و محیط زیست سالم. ۱: ۸. از پارامتر ناشناخته |ماه= صرف‌نظر شد (کمک)
- «ظهور معضل خطرناکی به نام «قلیانیسم» در ایران». نسیم. مشرق‌نیوز. ۱۱ خرداد ۱۳۹۵ [۱۳۹۵]. دریافت‌شده در ۴ آذر ۱۳۹۷. از پارامتر ناشناخته |ماه= صرف‌نظر شد (کمک)
- مجاهد، خیرالنساء؛ نویدیان، علی (۱۳۹۷). «تأثیر مصاحبه انگیزشی بر خودکارآمدی ترک قلیان در زنان باردار: کارآزمایی بالینی تصادفی شده». مجله دانشکده پرستاری و مامایی دانشگاه علوم پزشکی تهران (حیات) (۱): ۹۶-۸۴.
- یوسفی نژاد، وحید؛ منصوری، برهان؛ رمضانی، زانا (۱۳۹۶). «بررسی میزان فلزات سنگین در تنباکو و آب قلیان‌های مورد استفاده در قهوه‌خانه‌های شهر سنندج در سال ۱۳۹۶». مجله علمی دانشگاه علوم پزشکی کردستان. ۲۲ (۶): ۱۰۶-۹۶.
- روازاده، حسین (۸ مهر ۱۳۹۳). «قلیان هم می‌تواند وسیله درمانی باشد!». خبرگزاری دانشجو. از پارامتر ناشناخته |ماه= صرف‌نظر شد (کمک)